# Bò Heck
Bò Heck là một giống bò nhà khỏe mạnh. Giống bò này là kết quả của một nỗ lực của các anh em Heck để lai tạo các loài bò đã tuyệt chủng từ bò có nguồn gốc từ châu Âu hiện đại trong những năm 1920 và 1930. Tranh cãi xoay quanh phương pháp và thành công của chương trình. Có sự khác biệt đáng kể giữa bò Heck và bò rừng Châu âu về thân hình, chiều cao và tỷ lệ cơ thể. Hơn nữa, có những giống bò khác giống với tổ tiên hoang dã của chúng ít nhất cũng giống như bò Heck.

## Phân phối
Có khoảng 2000 bò Heck ở châu Âu vài nơi khác. Bò Heck được tìm thấy trong vườn thú Đức vì yêu cầu sai lầm của anh em Heck rằng những con bò đại diện cho một sự phục hồi của bò rừng châu Âu cho các dự án bảo tồn ngày nay. Ở Oostvaardersplassen ở Flevoland (Hà Lan), khoảng 600 bò Heck lang thang tự do. Các con vật đau yếu được bắn bởi thợ săn để ngăn ngừa đau khổ không cần thiết. Những con bò Heck khác đang ở Falkenthaler Rieselfelder gần Berlin, tại khu bảo tồn thiên nhiên Nesseaue gần Jena, Thuringia và tại khu bảo tồn thiên nhiên Grubenfelder Leonie ở Auerbach, Bavaria. Khoảng 100 cá thể đã được đăng ký tại Pháp vào năm 2000. Trong năm 2009 chín con bò và bốn con bò đực đã được nhập khẩu về phía tây nam nước Anh từ Bỉ. Derek Gow, một nhà bảo tồn người Anh, người điều hành một trang trại giống hiếm ở Lifton ở Devon, đã mua một đàn gia súc 13 Heck từ Bỉ vào năm 2009. Đàn này đã tăng lên 20 con vật, nhưng vào năm 2015 Gow đã phải giết tất cả trừ sáu con do mức độ gây hấn của chúng cao.